# LXQt
LXQt is een gratis en opensource lichtgewicht desktopomgeving. Het is ontstaan uit de fusie van de LXDE- en Razor-qt-projecten.
Linuxdistributies die een uitvoering aanbieden met LXQt als standaard desktop zijn onder andere Artix Linux LXQt editie, Lubuntu, Manjaro LXQt editie, de LXQt spin van Fedora Linux en SparkyLinux LXQt Full Edition, terwijl andere distributies zoals Debian en openSUSE de desktopomgeving als een alternatieve desktop aanbieden tijdens de installatie.

## Geschiedenis
Ontevreden met GTK 3, begon LXDE-beheerder Hong Jen Yee in 2013 met het experimenteren met de Qt-toolkit en bracht op 26 maart 2013 de eerste versie van een op Qt gebaseerde PCMan File Manager uit. Hij verduidelijkte echter dat dit niet betekent dat GTK in LXDE opgegeven moet worden en zei: "De GTK- en Qt-versies zullen naast elkaar bestaan". Later porteerde hij de Xrandr-front-end van LXDE naar Qt. 
Op 3 juli 2013 kondigde Hong Jen Yee een Qt-port van de volledige LXDE-suite aan en op 21 juli 2013 kondigden Razor-qt en LXDE aan dat ze hadden besloten de twee projecten samen te voegen. Deze samenvoeging betekende dat de GTK- en de Qt-versies op korte termijn naast elkaar bestonden, maar op de lange termijn werd de ontwikkeling van de GTK-versie stopgezet en werden alle inspanningen gericht op de Qt-port. De fusie van LXDE-Qt en Razor-qt werd omgedoopt tot LXQt, en de eerste release, versie 0.7.0, werd op 7 mei 2014 beschikbaar gesteld. 
Met de 0.13-release op 21 mei 2018 is het LXQt-project formeel afgesplitst van LXDE met de verhuizing naar een aparte GitHub- organisatie. 
LXQt gebruikt Openbox als standaard windowmanager.

## Softwarecomponenten
LXQt bestaat uit veel modulaire componenten, waarvan sommige afhankelijk zijn van Qt en KDE Frameworks 5.
| Naam                 | Afhankelijkheden (naast Qt) | Opmerkingen                                                                                              |
| -------------------- | --------------------------- | --- |
| qterminal            |                             | Voor het gebruik van de opdrachtregel, onderdeel van LXQt                                                |
| Falkon               |                             | Webbrowser                                                                                               |
| sddm                 |                             | Simple Desktop Display Manager opgesteld voor LXQt en geschreven in QML                                  |
| lximage-qt           |                             | Image viewer                                                                                             |
| lxmenu-data          |                             | Vereiste bestanden voor desktopmenu's van freedesktop.org                                                |
| lxqt-about           |                             | "Over"-dialoogvenster                                                                                    |
| lxqt-admin           |                             | Systeembeheertool                                                                                        |
| lxqt-archiver        |                             | Bestandsarchiver                                                                                         |
| lxqt-common          |                             | Veelvoorkomende bestanden (grafische bestanden, thema's, bureaubladinvoerbestanden...)                   |
| lxqt-config          | KScreen (RandR)             | Centrum voor systeeminstellingen                                                                         |
| lxqt-globalkeys      |                             | Daemon en bibliotheek voor globale registratie van sneltoetsen                                           |
| lxqt-notificationd   |                             | Meldingsdaemon                                                                                           |
| lxqt-openssh-askpass |                             | OpenSSH-wachtwoordprompt                                                                                 |
| lxqt-panel           | Solid                       | Bureaubladpaneel (taakbalk)                                                                              |
| lxqt-policykit       |                             | Polkit-authenticatieagent                                                                                |
| lxqt-powermanagement | Solid                       | Daemon voor energiebeheer                                                                                |
| lxqt-qtplugin        |                             | Qt-platformintegratie-plug-in (alle op Qt gebaseerde programma's kunnen instellingen van LXQt overnemen) |
| lxqt-runner          |                             | Applicatiestarter                                                                                        |
| lxqt-session         |                             | sessiemanager                                                                                            |
| lxqt-sudo            |                             | GUI-frontend voor sudo/su                                                                                |
| menu-cache           |                             | |
| obconf-qt            |                             | Openbox-configuratietool geschreven in Qt                                                                |
| pavucontrol-qt       | PulseAudio                  | Volumemanager voor PulseAudio                                                                            |
| compton-conf         |                             | GUI-configuratietool voor Compton X compositemanager (metacity ⇒ xcompmgr ⇒ dcompmgr ⇒ Compton)          |
| pcmanfm-qt           |                             | Bestandsbeheer, Qt-port van PCManFM                                                                      |
| qt-gtk-engine        |                             | Het aanpassen van GTK 3-programma's met Qt-stijlen                                                       |
| screengrab           |                             | Screenshotprogramma                                                                                      |

## Versiegeschiedenis
| Versie | Datum             | Kenmerken |
| ------ | ----------------- | --- |
| 0.7    | 7 mei 2014        | Brengt volledige Qt5 compatibiliteit |
| 0.8    | 13 november 2014  | Breezy Badger |
| 0.9    | 8 februari 2015   | Met intensieve schoonmaak van de code en refactorings . Compatibiliteit met Qt 4 is vervallen, waardoor Qt 5 en KDE Frameworks 5 nodig zijn. Qt 5.3 is nu de minimaal vereiste versie.                                                 |
| 0.10   | 2 november 2015   | |
| 0.11   | 24 september 2016 | Om de bezorgdheid weg te nemen dat op Qt gebaseerde apps veel geheugen gebruiken, werd deze release vergeleken met Xfce, waaruit bleek dat, na een koude start, het geheugengebruik van LXQt 112 MB bedroeg, net iets minder dan Xfce. |
| 0.12   | 21 mei 2017       | minimale Qt-versie 5.6.1 |
| 0.13   | 21 mei 2018       | Alle pakketten zijn klaar voor Qt 5.11 |
| 0.14   | 25 januari 2019   | |
| 0.15   | 24 april 2020     | |
| 0.16   | 4 november 2020   | Drie nieuwe thema's; Clearlooks, Leech en Kvantum. |
| 0.17   | 15 april 2021     | |
| 1.0.0  | 5 november 2021   | |
| 1.1.0  | 15 april 2022     | |
| 1.2.0  | 5 november 2022   | |
| 1.3.0} | 15 april 2023     | |
| 1.4.0  | 5 november 2023   | De laatste versie die gebaseerd is op Qt 5.15 (de volgende versie wordt waarschijnlijk gebaseerd op Qt 6) |

| Kleur | Betekenis          |
| ----- | ------------------ |
| Rood  | Oude versie        |
| Groen | Nieuwe versie      |
| Blauw | Toekomstige versie |